# Bolus zélandais
Pour les articles homonymes, voir Bolus.
Un bolus zélandais ou bolus de Zélande (en néerlandais : Zeeuwse bolus) est une pâtisserie sucrée d'origine juive de la province néerlandaise de Zélande. Ils sont fabriqués en cuisant une pâte à pain blanche roulée dans de la cassonade, du zeste de citron (seulement dans certaines parties de la région) et de la cannelle. La forme d'un bolus diffère entre les boulangers mais elle est généralement en forme de spirale. Ils sont souvent consommés avec du café et, dans certaines parties de la région, le dessous plus plat est recouvert de beurre.
Il ressemble au bolus belge mais ce dernier est toujours fait avec des raisins secs.

## Histoire
Le bolus a été créé en Zélande dans la première moitié du XVIIe siècle par des boulangers séfarades juifs, principalement de la région portugaise de l'Alentejo. Il y a des signes d'une communauté juive portugaise habitant la Zélande au cimetière juif de Middelbourg. Ces boulangers juifs ont créé le prédécesseur du bolus zélandais. Plus tard, des boulangers zélandais ont perfectionné l'art du bolus, utilisant parfois des fours à vapeur pour garder la pâtisserie à la cannelle plus tendre.

## Compétition
Depuis 1998, chaque année pendant la Bolus week, le mardi de la douzième semaine de l'année, ont lieu les championnats de bolus zélandais organisés par le Dutch Bakery Center. Les boulangers participants peuvent faire juger huit bolus. Un jury, composé de deux boulangers et de deux employés de Zeelandia, choisit les dix meilleurs produits et le gagnant est choisi parmi ceux-ci par le public. Le vainqueur reçoit le Bolus trophy et peut se faire appeler « best bolus Baker » pendant un an. Certains des gagnants étaient : Iman Izeboud de Coudekerque (2002), Jan Dees de Zaamslag (il a gagné en 1989, 2004 et 2009), Bliek de Middelbourg (2005), Wilfred Droppers de Zierikzee (2007) Voordijk de Goes(2008).

## International
Le bolus est considéré comme une pâtisserie à l'origine juive et s'est répandu dans le monde entier via la diaspora. Les bolus sont également vendus à Jérusalem, Moscou, à Paris ainsi que dans le sud de la France.

## Étymologie
Le mot bolus vient du yiddish. Le dictionnaire étymologique néerlandais Van Dale dit que le mot bolus ou boles est le pluriel de bole, qui vient de l'espagnol bollo qui signifie chignon, ou bola qui signifie « boule ».